# Gemeinde Grosuplje

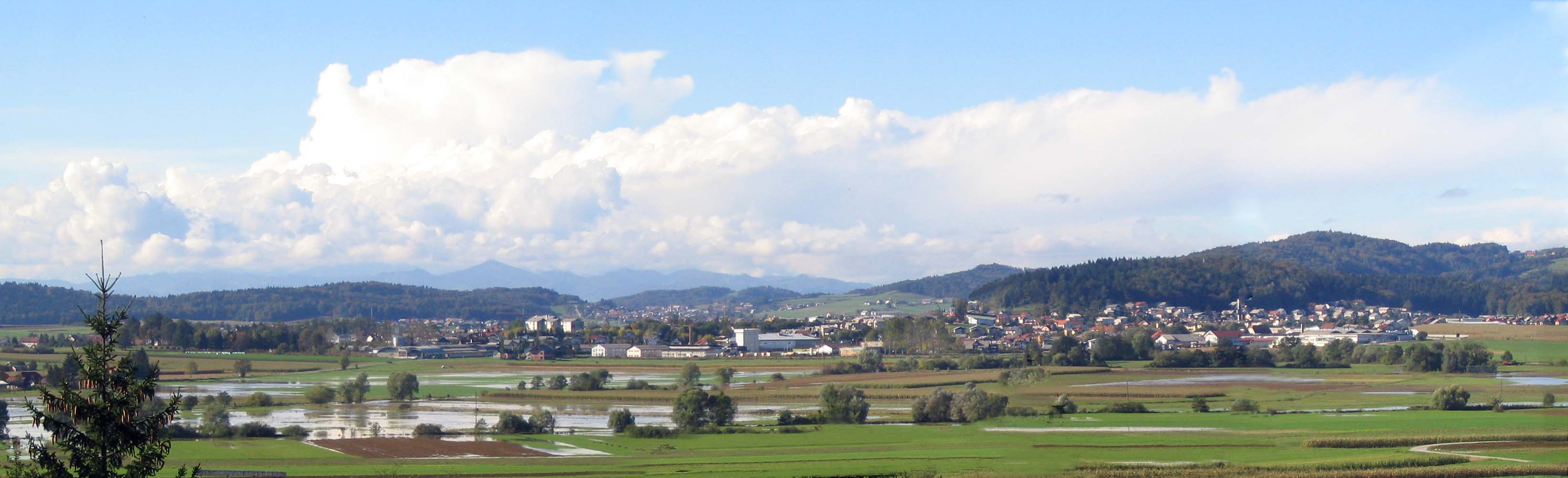
Die Stadt Grosuplje

Die Gemeinde Grosuplje (slowenisch: Občina Grosuplje) ist eine Gemeinde in der Unterkrain in Slowenien (Region Zentralslowenien) südlich von Ljubljana.
Hauptort und Sitz der Gemeindeverwaltung ist die Stadt Grosuplje.

## Ortschaften
Die Gemeinde umfasst 67 Ortschaften und Siedlungen (in Klammern ist der vor 1918 übliche deutsche Name angegeben):
- Bičje (Kreuzeneck)
- Blečji Vrh (Feldsberg)
- Brezje pri Grosupljem (Aschenberg in der Oberkrain)
- Brvace (Werze in der Krain)
- Cerovo (Trontelstein)
- Cikava (Zickau)
- Čušperk (Zobelsberg)
- Dobje (Dobech)
- Dole pri Polici (Dollach bei Politz)
- Dolenja vas pri Polici (Niederdorf)
- Gabrje pri Ilovi Gori (Rabenstein in der Oberkrain)
- Gajniče (Gainitschhof)
- Gatina (Gattein)
- Gorenja vas pri Polici (Oberdorf bei Politz)
- Gornji Rogatec (Oberrogatz)
- Gradišče (Eisenstein)
- Grosuplje (Großlupp)
- Hrastje pri Grosupljem (Gräst bei Großlupp)
- Huda Polica (Bösenberg)
- Kožljevec (Gustenfeld)
- Lobček (Lobtschigg)
- Luče (Leitsch bei Weichselburg)
- Mala Ilova Gora (Klein Egidisberg)
- Mala Loka pri Višnji Gori (Kleinlack in der Oberkrain)
- Mala Račna (Lehmberg)
- Mala Stara vas (Klein Altedorf)
- Mala vas pri Grosupljem (Kleindorf bei Großlupp)
- Male Lipljene (Kleinlipplein)
- Mali Konec (Malkonz)
- Mali Vrh pri Šmarju (Kleingupf in der Oberkrain)
- Malo Mlačevo (Klein Latschach)
- Medvedica (Medweditz)
- Paradišče (Paradeis in der Krain)
- Pece (Petzenstein)
- Peč (Pötsch)
- Plešivica pri Žalni (Pleß)
- Podgorica pri Podtaboru (Podgoritz bei Sankt Georgen)
- Podgorica pri Šmarju (Podgoritz bei Sankt Marein)
- Polica (Politz in der Oberkrain)
- Ponova vas (Pondorf)
- Praproče pri Grosupljem (Prapretsche)
- Predole (Prewald)
- Rožnik (Rosenbach in der Oberkrain)
- Sela pri Šmarju (Dörflein bei Marein)
- Spodnja Slivnica (Unter Schleinitz)
- Spodnje Blato (Unter Moos)
- Spodnje Duplice (Unterfeldsberg)
- Šent Jurij (Sankt Georg)
- Škocjan (Sankt Kanzian)
- Šmarje-Sap (Marein-Schwabendorf)
- Tlake (Hert)
- Troščine (Troschein)
- Udje (Hammerstuhl)
- Velika Ilova Gora (Groß Egidisberg)
- Velika Loka (Großlack in der Oberkrain)
- Velika Račna (Großraditschen)
- Velika Stara vas (Groß Altedorf)
- Velike Lipljene (Groß Liplein)
- Veliki Vrh pri Šmarju (Großgupf)
- Veliko Mlačevo (Groß Weißenstein)
- Vino (Weintal)
- Vrbičje (Weißenhof)
- Zagradec pri Grosupljem  (Burgstall bei Großlupp)
- Zgornja Slivnica (Ober Schleinitz)
- Zgornje Duplice (Oberfeldsberg)
- Žalna (Seitenhof)
- Železnica (Eisenhof bei Großlupp)

## Sehenswürdigkeiten
- Die  Höhle Županova jama (deutsch: Bürgermeisterhöhle), eine der schönsten Höhlen Sloweniens. 1926 wurde die Höhle vom damaligen Bürgermeister entdeckt.[3] Die Höhle war einer der Drehorte im Film Old Surehand 1. Teil.
- Ruine von Schloss Boštanj (Schloss Weißenstein) Von dem 1468 erstmals erwähnten Schloss ist nur noch der Nordturm erhalten, nachdem es im Zweiten Weltkrieg niedergebrannt wurde.[4][5]
- Schloss Zavrh. Zu Beginn des 17. Jahrhunderts bauten die Lambergs (Besitzer des Schlosses Boštanj) das Jagdschloss Zavrh – Saverch – im Wald bei Gradišče in der Nähe von Boštanj bei Grosuplje. Auch dieses Schloss wurde während des Krieges niedergebrannt, ist aber besser erhalten.[6]
- Račna-Landschaftsschutzpark
- Durch Grosuplje verläuft der Ciglar-Weg, der slowenische Abschnitt des Europäischen Fernwanderwegs E6.
- Der Bach Grosupeljščica ist bekannt als Angelplatz für Forellen.[7]

## Nachbargemeinden
|              | Ljubljana                                   |                |
| Škofljica    | Kompassrose, die auf Nachbargemeinden zeigt | Ivančna Gorica |
| Velike Lašče | Dobrepolje                                  |                |

## Persönlichkeiten
- Louis Adamic (1899 bis 1951), Journalist und Schriftsteller, wurde in Praproče pri Grosupljem (Prapretsche) geboren
- Janez Janša (* 1958), geboren in Grosuplje Politiker, Ministerpräsident Sloweniens 2004 bis 2008 und 2020 bis 2022
- Maruša Mišmaš Zrimšek (* 1994), Leichtathletin